# Октябрь (кинотеатр, Могилёв)
«Октябрь» — широкоформатный кинотеатр в Могилёве, расположенный на Проспекте Мира, 23.

## История
Открыт в 1969 году. На 1 этаже — зрительный зал на 800 мест и касса. В советское время в вестибюле ставили игровые автоматы, в холле 2 этажа — установка люминесцентной плёнки, видео. Проводились ретроспективы и тематические показы фильмов, организовывались выставки фоторабот и изобразительного искусства. Работал клуб выходного дня для подростков и молодежный кинотеатр при кинотеатре.

## Архитектура
Кинотеатр спроектирован архитектором Александром Кучеренко недалеко от посёлка Пелагеево. При строительстве использован холмистый рельеф, в котором органично вписалась парадная лестница, ведущая к парадному входу в кинотеатр. Здание повёрнуто относительно красной линии здания на проспекте Мира, что позволяет рассматривать его с разных точек города. Объёмно-пространственная композиция здания основана на сочетании глухой стены 2 этажа (декорированные панно на тему Октябрьской революции) и застеклённого объёма 1 этажа, где расположены вестибюль, буфет, кассовый зал.
В 2008 г. здание кинотеатра было реконструировано.